# Seznam osebnosti iz Občine Gornji Petrovci
Seznam osebnosti iz Občine Gornji Petrovci vsebuje osebnosti, ki so se tu rodile, delovale ali umrle.
Občina Gornji Petrovci ima 14 naselij: Adrijanci, Boreča, Gornji Petrovci, Košarovci, Križevci, Kukeč, Lucova, Martinje, Neradnovci, Panovci, Peskovci, Stanjevci, Šulinci, Ženavlje.

## Plemstvo
- Jožef Berke (1771, Sebeborci – 1833, Križevci), evangeličanski duhovnik, plemič
- Jožef Berke (1817, Križevci – 1893, Murska Sobota), odvetnik, posestnik, plemič, politik
- Ivan Berke (1814, Križevci – 1908, Križevci), evangeličanski duhovnik, pisatelj, politik, posestnik, plemič

## Politika
- Milan Kučan (1941, Križevci – ), politik, predsednik Republike Slovenije

## Pravo
- Etelka Korpič Horvat (1948, Čepinci – ), pravnica, ustavna sodnica

## Religija
- Ivan Camplin (1912, Bogojina – 2008, Martinje), duhovnik, pesnik, publicist
- Jožef Ficko (1772, Boreča – 1843, Prisika), duhovnik in pisatelj
- Leopold Hari (1901, Panovci – 1980, Murska Sobota), evangeličanski duhovnik in pisatelj
- Matej Štarkl (1866, Križevci pri Ljutomeru – 1928, Malečnik), cerkvenoglasbeni, zgodovinski in bogoslovni pisec

## Umetnost in kultura
- Pavel Lutar (1839, Križevci – 1919, Monošter)
- Dezső Kerecsényi (1898, Monošter – 1945, Gornji Petrovci), madžarski literarni zgodovinar, kritik, pedagog
- Lojze Kozar (1910, Martinje – 1999, Odranci), duhovnik, pisatelj in prevajalec
- Ernest Ružič (1941, Peskovci – 2020, Murska Sobota), novinar, pesnik in pisatelj
- Milan Vincetič (1957, Murska Sobota – 2017, Stanjevci), pesnik, pisatelj, urednik, učitelj

## Vojska
- Mirko Bagar - Jan (1919, Gornji Petrovci – 1945, Budimpešta), partizan
- Ludvik Cifer (1922 – 1943, Dolenja vas), partizan
- Ludvik Keleman (1912 – 1945, Dachau), partizan
- Zmago Krašna (1906/1908, Idrija – 1945, Dachau), partizan
- Koloman Kučan (1914, Križevci – 1944, Čačak), partizan
- Aleksander Perš (1921, Stanjevci – 1943, Sovjetska zveza), partizan
- Alojz Škrjanc - Mirko ( ? – 1945, Porabje), partizan
- Vendel Zrim (1919 – 1943, Sovjetska zveza), partizan

## Znanost in humanistika
- Sandor Mikola (1871, Gornji Petrovci – 1945, Nagykanizsa), madžarski matematik, fizik, politik, iredentist
- Klaudija Sedar (1980, Murska Sobota – ), latinistka, jezikoslovka, bibliotekarka, domoznanka